# Ophyiulus castanearum
Ophyiulus castanearum är en mångfotingart som beskrevs av Karl Wilhelm Verhoeff 1930. Ophyiulus castanearum ingår i släktet Ophyiulus och familjen kejsardubbelfotingar. Inga underarter finns listade i Catalogue of Life.